# US Triestina Calcio 1918
US Triestina Calcio 1918 (wł. Unione Sportiva Triestina Calcio 1918) – włoski klub piłkarski, mający siedzibę w mieście Triest, w północno-wschodniej części kraju, grający od sezonu 2017/18  w rozgrywkach Serie C.

## Historia
Chronologia nazw:
- 1918: Unione Sportiva Triestina – po fuzji klubów CS Ponziana i FBC Trieste
- 1919: Unione Sportiva Triestina Calcio
- 1981: Unione Sportiva Triestina Calcio S.p.A.
- 1994: klub rozwiązano
- 1994: Nuova Unione Sportiva Triestina Calcio
- 2012: klub rozwiązano
- 2012: Unione Triestina 2012 Società Sportiva Dilettantistica
- 2016: klub rozwiązano
- 2016: Società Sportiva Dilettantistica Unione Sportiva Triestina Calcio 1918 a r.l.
- 2017: Unione Sportiva Triestina Calcio 1918

Klub sportowy US Triestina został założony w miejscowości Triest 18 grudnia 1918 roku w wyniku fuzji klubów CS Ponziana i Foot-Ball Club Trieste. W 1919 roku klub otrzymał oficjalną nazwę US Triestina Calcio.
W sezonie 1920/21 zespół debiutował w rozgrywkach Terza Categoria Giuliana (D3). W 1924 awansował do Seconda Divisione Nord (obecnie Serie B). W sezonie 1928/29 zajął 9 miejsce, ale na mocy rezolucji FIGC otrzymał promocję do Serie A. Na najwyższym poziomie włoskiej piłki nożnej grał ponad 20 sezonów aż do 1957 roku. Wtedy w klubie występowały takie utalentowane piłkarze jak Gino Colaussi, Piero Pasinati i Nereo Rocco. Rocco wrócił do Triestiny jako trener w 1947 roku, osiągając drugie miejsce w lidze po Juventusie, jest to nadal najlepszy wynik w historii występów klubu w Serie A. W 1953 Nereo Rocco ponownie wrócił do klubu, ale został zwolniony po 21 dniach z powodu słabych wyników. W 1957 roku po raz pierwszy Triestina spadła do Serie B. W następnym roku wrócił do Serie A, ale nie utrzymał się w niej i ponownie spadł do Serie B. Był to jego ostatni sezon w najwyższej klasie jak do tej pory. Klub został zdegradowany do Serie C w 1961 roku, ale w 1962 powrócił do Serie B. W 1965 spadł do Serie C. W 1971 zaliczył spadek do Serie D, w 1972 powrócił do Serie C, w 1974 ponownie do Serie D, gdzie rozgrywał lokalne derby przeciwko Ponziana w 1975 roku. Klub powrócił do Serie C w 1976 roku i po reorganizacji systemu lig został przyjęty do Serie C1 w 1978 roku. W 1983 roku powrócił do Serie B. W 1988 został zdegradowany do Serie C1, po roku powrócił do Serie B, ale w 1991 ponownie spadł do Serie C1. W 1994 zdobył Puchar Serie C w piłce nożnej, jednak potem klub został rozwiązany.
30 czerwca 1994 został zarejestrowany przez FIGC nowy klub o nazwie Nuova US Triestina Calcio, który rozpoczął występy w amatorskim Campionato Nazionale Dilettanti (D5). W 1995 awansował do Serie C2, w 2001 do Serie C1, a w 2002 roku do Serie B, w której przebywał do 2011 roku. W sezonie 2010/11 zajął 20 miejsce i został zdegradowany do Lega Pro Prima Divisione.
25 stycznia 2012 roku Stowarzyszenie orzekło o bankructwie spółki, jednak zachował działalność w dziedzinie sportowej.
7 sierpnia 2012 klub został ponownie reorganizowany i z nazwą Unione Triestina 2012 SSD rozpoczął swoje występy na 6 poziomie hierarchii piłkarskiej w lidze Eccellenza Friuli-Venezia Giulia. 30 listopada tego roku, pakiet kontrolny w klubie wykupił Prezes US Palermo Maurizio Zamparini, obiecując przez trzy lata inwestować pieniądze w klub i wypożyczać absolwentów Akademii Palermo w celu zapewnienia im większej praktyki piłkarskiej.
W 2013 powrócił do Serie D.
1 lutego 2016 w trakcie trwania mistrzostw klub zbankrutował, ale zespół został przejęty przez nowe SSD US Triestina Calcio 1918 a r.l., który absorbował branżę sportową. Po zakończeniu sezonu 2016/17 zespół zajął drugie miejsce w grupie C Serie D, a następnie po wygraniu finału playoff otrzymał promocję do Serie C. Latem 2017 klub zmienił nazwę na US Triestina Calcio 1918.

## Barwy klubowe, strój
|  |  |

Klub ma barwy czerwono-białe. Zawodnicy domowe spotkania zazwyczaj grają w czerwonych koszulkach, białych spodenkach oraz czerwonych getrach.

## Sukcesy

### Trofea międzynarodowe
Nie uczestniczył w rozgrywkach europejskich (stan na 31-05-2020).

### Trofea krajowe
| \| \| Zdobyte trofea w rozgrywkach Włoch (stan na: 31-08-2020) \| |                                                          |      |                                                                        |
| Rozgrywki                                                         | Osiągnięcie                                              | Razy | Sezon(y)                                                               |
| · Mistrzostwo                                                     | I miejsce                                                | 0    |                                                                        |
| · Mistrzostwo                                                     | II miejsce                                               | 1    | 1947/48                                                                |
| · Mistrzostwo                                                     | III miejsce                                              | 0    |                                                                        |
| · Puchar                                                          | zdobywca                                                 | 0    |                                                                        |
| · Puchar                                                          | finalista                                                | 0    |                                                                        |
| · Puchar                                                          | 1/8 finału                                               | 8    | 1935/36, 1938/39, 1942/43, 1960/61, 1983/84, 2002/03, 2006/07, 2009/10 |
| II liga                                                           | I miejsce                                                | 1    | 1957/58                                                                |
| II liga                                                           | II miejsce                                               | 0    |                                                                        |
| II liga                                                           | III miejsce                                              | 1    | 1926/27                                                                |
| Włochy                                                            | Zdobyte trofea w rozgrywkach Włoch (stan na: 31-08-2020) |      |                                                                        |

- Serie C/Serie C1 (D3):
  - mistrz (2x): 1961/62 (A), 1982/83 (A)
  - wicemistrz (3x): 1968/69 (A), 1988/89, 2018/19 (B)
  - 3.miejsce (1x): 1978/79 (A)

### Inne trofea
- Puchar Serie C w piłce nożnej:
  - zdobywca (1x): 1993/94

## Piłkarze, trenerzy, prezydenci i właściciele klubu

### Prezydenci
- 1919–1924:  Doimo Iviani Ivanissevich

...
- od 2016: / Mario Vittorio Biasin

## Struktura klubu

### Stadion
Klub piłkarski rozgrywa swoje mecze domowe na Stadio Nereo Rocco w mieście Triest o pojemności 28 565 widzów. Do 1994 klub rozgrywał na Stadio Giuseppe Grezar, który mógł pomieścić 6 200 widzów.

### Derby
- AS Edera
- Gloria Fiume
- Olympia Fiume
- Udinese Calcio
- Venezia FC
- L.R. Vicenza